# Amanda Beard
Amanda Ray Beard (ur. 29 października 1981 w Newport Beach) – amerykańska pływaczka. Wielokrotna medalistka olimpijska.
Startuje w stylu klasycznym. Na igrzyskach debiutowała w Atlancie w 1996 (nie miała wówczas ukończonych 15 lat), startowała także na dwóch następnych olimpiadach. Za każdym razem zdobywała medale (łącznie siedem). Wywalczyła dwa złote krążki, w tym jeden w konkurencji indywidualnej. Wielokrotnie była medalistką mistrzostw świata na długim (złoto na 200 m żabką w 2003) i krótkim basenie oraz mistrzynią Stanów Zjednoczonych.
Zajmuje się również modelingiem. W 2007 wzięła udział w rozbieranej sesji do „Playboya”.
Wyszła za fotografa Sachę Browna. W 2009 urodziła syna Blaise’a.

## Starty olimpijskie
Atlanta 1996
- 4x100 m zmiennym – złoto
- 100 m żabką, 200 m żabką – srebro

Sydney 2000
- 200 m żabką – brąz

Ateny 2004
- 200 m żabką – złoto
- 200 m zmiennym, 4x100 m zmiennym – srebro

## Rekordy świata
| Data          | Miejsce    | Konkurencja             | Rezultat | Status                           |
| ------------- | ---------- | ----------------------- | -------- | -------------------------------- |
| 25 lipca 2003 | Barcelona  | 200 m stylem klasycznym | 2:22.99  | do 10 lipca 2004 Leisel Jones    |
| 12 lipca 2004 | Long Beach | 200 m stylem klasycznym | 2:21.72  | do 1 lutego 2006                 |
| 1 lutego 2006 | Melbourne  | 200 m stylem klasycznym | 2:20.54  | do 15 sierpnia 2008 Rebecca Soni |

## Wyróżnienia
- 2003, 2004: najlepsza pływaczka roku w USA